# Prva nogometna liga Republike Srpske
Prva liga Republike Srpske je drugi najviši stupanj nogometa u Bosni i Hercegovini (uz Prvu ligu Federacije Bosne i Hercegovine). Održava se u orgnizaciji Nogometnog saveza Republike Srpske. 
 
Do sezone 2001./02. je bila liga prvog stupnja za klubove s područja Republike Srpske, a od sezone 2002./03. postaje liga drugog stupnja. 
 
Liga se sastoji od 12 klubova. Pobjednik sezone se plasira u najviši razred nogometa u Bosni i Hercegovini, Premijer ligu. Iz ove lige na kraju sezone ispadaju dva posljednja kluba na ljestvici, a u sljedećoj sezoni se umjesto njih natječu najbolji klubovi iz Druge lige RS, koja se od sezone 2008./09. igra u dvije skupine - Zapad i Istok. 

## Sezona 2021./22.
- FK Zvijezda 09 Etno selo Stanišići
- FK Sloboda Novi Grad
- FK Krupa
- FK Kozara Bosanska Gradiška
- FK Tekstilac Derventa
- FK Borac Bosanska Dubica
- FK Sutjeska Foča
- FK Modriča
- FK Budućnost Pilica
- FK Podrinje Janja
- FK Sloga Doboj
- FK Ljubić Prnjavor
- FK Omarska
- FK Željezničar Sport Team Banja Luka
- FK Slavija Istočno Sarajevo
- FK Drina Zvornik

## Prvaci i doprvaci
| sezona      | klubova    | prvak                    | doprvak                           |
| I. stupanj  | I. stupanj | I. stupanj               | I. stupanj                        |
| ----------- | ---------- | ------------------------ | --------------------------------- |
| 1995./96.   | 22         | Boksit Milići            | Rudar Prijedor                    |
| 1996./97.   | 24         | Rudar Ugljevik           | Sloga Trn                         |
| 1997./98.   | 18         | Rudar Ugljevik           | Borac Banja Luka                  |
| 1998./99.   | 18         | Radnik Bijeljina         | Rudar Ugljevik                    |
| 1999./00.   | 20         | Boksit Milići            | Rudar Ugljevik                    |
| 2000./01.   | 16         | Borac Banja Luka         | Sloboda Novi Grad (Bosanski Novi) |
| 2001./02.   | 16         | Leotar Trebinje          | Kozara Bosanska Gradiška          |
|             |            |                          |                                   |
| II. stupanj |            |                          |                                   |
| 2002./03.   | 16         | Modriča                  | Slavija Istočno Sarajevo          |
| 2003./04.   | 16         | Slavija Istočno Sarajevo | Mladost Gacko                     |
| 2004./05.   | 16         | Radnik Bijeljina         | Ljubić Prnjavor                   |
| 2005./06.   | 16         | Borac Banja Luka         | Ljubić Prnjavor                   |
| 2006./07.   | 16         | Laktaši                  | Borac Šamac (Bosanski Šamac)      |
| 2007./08.   | 16         | Borac Banja Luka         | Sloga Doboj                       |
| 2008./09.   | 16         | Rudar Prijedor           | Kozara Bosanska Gradiška          |
| 2009./10.   | 14         | Drina Zvornik            | Radnik Bijeljina                  |
| 2010./11.   | 14         | Kozara Bosanska Gradiška | Radnik Bijeljina                  |
| 2011./12.   | 14         | Radnik Bijeljina         | Sloga Doboj                       |
| 2012./13.   | 14         | Mladost Velika Obarska   | Sloboda Mrkonjić Grad             |
| 2013./14.   | 14         | Drina Zvornik            | Podrinje Janja                    |
| 2014./15.   | 14         | Rudar Prijedor           | Krupa (Krupa na Vrbasu)           |
| 2015./16.   | 12         | Krupa (Krupa na Vrbasu)  | Mladost Velika Obarska            |
| 2016./17.   | 12         | Borac Banja Luka         | Podrinje Janja                    |
| 2017./18.   | 12         | Zvijezda 09 Bijeljina    | Rudar Prijedor                    |
| 2018./19.   | 12         |                          |                                   |

Kategorija:Sezone prvog ranga nogometnog prvenstva Bosne i Hercegovine 

Kategorija:Sezone drugog ranga nogometnog prvenstva Bosne i Hercegovine

## Unutrašnje poveznice
- Nogometna Premijer liga Bosne i Hercegovine
- Prva nogometna liga FBiH
- Nogometni kup Republike Srpske

## Vanjske poveznice
- Nogometni savez Republike Srpske
- sportdc.net, Prva liga Republike Srpske
- sportsport.ba, Prva liga RS
- sportdc.net, Prva liga RS, rezultati
- int.soccerway.com, Prva liga RS